# Synchronistyczna lista królów
Synchronistyczna lista królów – mezopotamski tekst będący listą władców Asyrii i Babilonii. Zapisany jest on na glinianej, mocno uszkodzonej tabliczce odnalezionej w trakcie wykopalisk w mieście Aszur (sygnatura tabliczki Ass 14616c). Według umieszczonego na końcu tekstu podsumowania kompletna lista zawierać miała imiona „82 królów Asyrii, począwszy od Eriszuma, syna Ilu-szumy, aż do Aszurbanipala, syna Asarhaddona” oraz „98 królów Babilonii, począwszy od Sumu-la-Ela aż do Kandalanu”. Imiona władców zapisane zostały w dwóch paralelnych kolumnach - jednej z imionami królów Asyrii i drugiej z imionami królów Babilonii. Cały tekst podzielony jest poziomymi liniami na sekcje, z których każda zawiera zazwyczaj imię władcy asyryjskiego i imię odpowiadającego (współczesnego) mu władcy babilońskiego. W sekcjach pod koniec listy obok imienia króla asyryjskiego zaczyna pojawiać się też imię jego „głównego skryby” (akad. ummânu), co może wskazywać, iż jeden z takich urzędników mógł sporządzić tę listę lub nadzorować jej powstanie. Głównym źródłem informacji dla kompilatora listy były najprawdopodobniej Asyryjska lista królów i Babilońska lista królów A. Ponieważ ostatnim asyryjskim władcą wymienionym w liście jest Aszurbanipal, przyjmuje się, iż powstać ona musiała pod koniec jego panowania.